# Герасим Дзермиас
Герасим (известен сред българите като Турко-Герасимос,на гръцки: Γεράσιμος) е гръцки духовник, митрополит на Вселенската патриаршия.

## Биография

### Пелагонийски митрополит
Роден е в 1798 година на Крит с фамилията Дзермиас (Τζερμιάς). През юни 1833 година е избран и по-късно ръкоположен за пелагонийски митрополит в Битоля и утвърден с берат от 20 август 1833 година. Герасим е очевидно заможен, тъй като за берата са платени 16 500 аспри. Герасим е с добро образование и в Битоля се отличава като архиерей. Грижи се за развитието на гръцкото учебно дело в епархията. През 1836 година подарява на гръцкото училище в Битоля приходите от една църковна енория, а по-късно прави също и за гръцкото училище във влашкото село Магарево. В 1836 г. Битоля става седалище на румелийския валия и Герасим успява да спечели от Цариградската патриаршия издигане в по-горна степен на Пелагонийската митрополия, която сега следва веднага след Пруската (Бурсенска) митрополия. В 1838 година освещава църквата „Благовещение Богородично“ в Прилеп. През 1839 г. Герасим получава викарен епископ – протосингелът му Антим е ръкоположен с титлата аристийски.

### Одрински митрополит
От юни 1840 до 1853 година е одрински митрополит. В Одрин Герасим развива широка антибългарска дейност. Първите открити български протести срещу него са по повод владишките данъци. Вълненията продължават няколко години. Българите отказват да плащат сумите, проявяват открито неподчинение и незачитане на владиката и подават оплакване до властите. В дипломатическата преписка на руското одринско консулство Герасим е наречен „душа на гръцката партия“, който „с всички сили се старел да задуши събуждащия се у българите стремеж към просвещение“. Митрополитът с всякакви средства пречи на довършването на ремонтирания с руски пари за нуждите на българите храм „Свети Никола“. Герасим е подпомаган в усилията си от гръцкия консул в града Бароци. Двамата имат трайно единодействие „опасно и вредно за българските интереси“. В 1850 година в Харманли е условен учител от Чирпан, който преподава в училището и пее в църквата на български. Герасим успява да го прогони и затваря училището. Харманлийци се оплакват на руския консул в Одрин Ступин, който кара Герасим да обещаее на харманлийци, че ще им намери нов учител, който да преподава на български, а в църквата ще се служи и на двата езика.

### Халкидонски митрополит
От 15 март 1853 година Герасим е халкидонски митрополит.
Умира на 24 февруари 1875 година на Халки.